# 528489 Ntuef
528489 Ntuef è un asteroide della fascia principale. Scoperto nel 2008, presenta un'orbita caratterizzata da un semiasse maggiore pari a 2,2467089 au e da un'eccentricità di 0,1662714, inclinata di 3,18819° rispetto all'eclittica.